# Le Petit Chaperon rouge (pel·lícula de 1901)
Le Petit Chaperon rouge va ser una pel·lícula muda francesa del 1901 de Georges Méliès, basada en el conte popular "La Caputxeta Vermella". L'adaptació de Méliès va ampliar i alterar la versió de Charles Perrault de la història per permetre comèdia i detall addicionals, així com un final feliç diferent del que va oferir Perrault. A la pel·lícula, Caputxeta Vermella és una filla aventurera i l'ànima d'una família de forners del camp francès, gairebé menjada per un llop durant el seu viatge per portar una galette a la seva àvia. La Caputxeta Vermella és rescatada pel personal de la fleca just a temps, el llop troba el seu final durant una persecució dramàtica i tots tornen a casa victoriosos.
La pel·lícula es va distribuir internacionalment, inclosa a la seva França natal per la Star Film Company de Méliès, a Gran Bretanya per la Warwick Trading Company i als Estats Units —sense permís ni crèdit de Méliès— per l'Edison Manufacturing Company. Actualment es presumeix que la pel·lícula és perduda.

## Argument
En una fleca del camp francès, el pare Latourte, la seva dona i el seu personal estan ocupats amb clients, rebosteria i forn de tot tipus. La petita filla dels Latourte, anomenada Caputxeta Vermella, llegeix a la llum del foc fins que els seus pares se'n van un moment. Comença a jugar de manera bulliciosa, fent que el personal de la fleca es barregi en travesses i xoques. El seu pare i la seva mare tornen, disgustats per les seves escapades, i li diuen que porti una olla de mantega i una galette a la cabana de la seva àvia. La Caputxeta Vermella viatja pel bosc fent el seu encàrrec, coneixent un llop, que descobreix on va. En trobar-se amb els seus amics de l'escola del poble, atura alegrement el seu viatge per jugar i ballar amb ells. Mentrestant, en un molí de vent prop de la casa de camp, el moliner Sans-Souci té problemes còmics amb la seva mula.
El llop arriba a la cabana, es baralla enèrgicament amb l'àvia, se l'empassa, se'n posa la roba i espera al seu llit. Arriba Caputxeta Vermella, i en la pantomima del cinema mut té lloc el famós diàleg ("Àvia, quins ulls grans tens!", "Per veure't millor", etc.). El llop està a punt de llançar-se sobre la Caputxeta Vermella quan el personal de la fleca, a la recerca del nen desaparegut, irromp a la cabana. El pandemoni esclata quan el llop és perseguit per tota la casa i finalment, amb un esclat de vidre, per una finestra tancada. Els forners el segueixen pel bosc, amb gent del camp s'uneix a la persecució a mesura que avança. Quan el llop creua un pont sobre un congost rocós i un torrent, un garde champêtre li dispara. El llop té una escena de mort exagerada, fent voltereta i tombant, fins que el pont es trenca i l'envia al torrent. El cos del llop és tret del riu i transportat en una llitera.
A la plaça del poble hi ha una festa en marxa. La processó de rescat de la Caputxeta Vermella torna just a temps per veure la gran desfilada de dignes del poble, pagesos i escolars per la plaça. El cos del llop es posa cerimoniosament a l'espit i es rosteix. Una apoteosi espectacular mostra la Caputxeta Vermella, en la postura de Sant Miquel lluitant contra el drac, enfilant el seu enemic sobre un pedestal d'enormes galettes i olles de mantega, envoltada d'estris per coure i cuinar.

## Producció i llançament
Méliès va basar Le Petit Chaperon rouge en la versió de la història de Charles Perrault, ampliant-la amb comèdia i "episodis pintorescs" i alterant la trama per permetre un final feliç (segons el relat de Perrault, l'heroïna és menjada pel llop). A la descripció del catàleg de la pel·lícula, Méliès va destacar el còmic i "Naturalesa pintoresca" (pittoresque) de l'adaptació, destacant un canvi d'escena a la pantalla des de l'exterior cap a l'interior de la cabana de l'àvia com un "bell efecte maquinària escènica" (joli effet de machinerie théâtrale).
La pel·lícula va ser estrenada per la Star Film Company de Méliès i està numerada 337–344 als seus catàlegs, on es va anunciar com una "espectacular féerie obra de teatre en dotze quadres". La Warwick Trading Company va gestionar la distribució a Gran Bretanya, on la pel·lícula es podia comprar en blanc i negre (per 18 lliures esterlines) o colorat a mà (per 36 lliures esterlines). Per anglicitzar la pel·lícula per al públic britànic, la publicitat de Warwick va canviar el nom de pare Latourte a Mr Plumcake.
L'Edison Manufacturing Company, aprofitant el que aleshores era permès segons la llei internacional dels drets d'autor, va fer les seves pròpies impressions de la pel·lícula de Méliès i les va vendre als Estats Units sense el permís de Méliès, afirmant que la pel·lícula era una de les seves produccions.
Es presumeix que la pel·lícula actualment és perduda.